# Jüdischer Friedhof (Uedem)
Der Jüdische Friedhof in der Marienstraße ist ein jüdischer Friedhof in Uedem, einer Gemeinde im Kreis Kleve in Nordrhein-Westfalen.

## Geschichte
Die Juden von Uedem und Kalkar bildeten im 19. Jahrhundert einen gemeinsamen Synagogenbezirk. Die Größe der jüdischen Gemeinde in Uedem belief sich 1829 auf 44, 1885 auf 37 und 1932 noch auf 22 Mitglieder. Eine ehemalige Klosterkapelle wurde seit 1820/21 als Synagoge genutzt. Diese wurde 1938/39 verkauft und noch vor 1945 abgerissen.
In Uedem gab es bereits einen älteren, seit etwa 1700 belegten und 1825 aufgegebenen Begräbnisplatz am Graf-Johann-Wall. Der um 1830 entstandene jüngere jüdische Friedhof in der Marienstraße wurde in der Zeit des Nationalsozialismus überbaut und erst 1957 wieder hergestellt. Er liegt heute unmittelbar neben dem Kommunalfriedhof, hier sind noch 17 Grabsteine vorhanden.